# Готов к Гражданской обороне СССР
Готов к гражданской обороне СССР — ведомственный знак отличия Гражданской обороны СССР.

## Описание
- Нагрудный знак «Готов к ГО СССР» представляет собой металлическую, покрытую красной эмалью пятиконечную звезду, расположенную на фоне круглого венка из дубовых листьев серебристого цвета. Изображение листьев рельефное.
- В центре звезды расположен металлический фигурный щит серебристого цвета. Середина щита покрыта белой эмалью с надписью выпуклыми буквами серебристого цвета в пять строк: «Готов к Гражданской обороне СССР».
- Размер знака между противолежащими вершинами пятиконечной звезды - 36 мм.
- С обратной стороны знака имеется булавка для прикрепления к одежде.[1]

## История
В 1961 году после упразднения МПВО СССР и создание на её базе Гражданской обороны СССР, 28 ноября 1968 года в качестве поощрения работников и военнослужащих Гражданской обороны СССР приказом начальника ГО СССР маршалом В. И. Чуйковым было утверждено «Положение о нагрудных знаках поощрения ГО СССР», среди которых был учрежден нагрудный знак отличия «Готов к ГО СССР».